# Я!Я!Я! Як перевиховати егоїстичну дитину (або її батьків)
Я!Я!Я! Як перевиховати егоїстичну дитину (або її батьків) (англ. The Me, Me, Me Epidemic: A Step-by-Step Guide to Raising Capable, Grateful Kids in an Over-Entitled World by Amy McCready) — книжка Емі Маккріді, експерта з питань батьківства, засновниці програми Positive Parenting Solutions. 

## Огляд
Звільніть своїх дітей від згубного егоцентризму та забезпечте їм щасливе та успішне майбутнє. Це не просто книга, а джерело, ресурс, до якого можуть звертатись батьки, щоб отримати впевненість та необхідні слова в намаганні звести нанівець егоїстичну поведінку своєї дитини.
Погана поведінка та егоїстичні манери можуть зникнути назавжди, якщо діти різного віку навчаться вирішувати непорозуміння ввічливо, відповідати за свої дії та навіть на певний час відкладати свої смартфони з рук. Не ставтесь до цього скептично, адже це досяжна мрія для всіх батьків.
35 інструментів допоможуть вам зрозуміти як навчити дітей хорошій поведінці, розвинути в них відповідальність, стійкість та почуття поваги, необхідні для успішного дорослого життя. 
Щоразу, коли Емі Маккріді зачіпає тему егоцентризму, вона зустрічає погляди та схвальні кивання батьків, яким довелось мати справу з цією проблемою. Авторка пропонує новий підхід - допомогти дітям розвинути здорове ставлення до життя. Встановлюючи обмеження та змушуючи дітей нести відповідальність за вдіяне, батьки можуть назавжди позбутись епідемії егоцентризму в дітей та виховати впевнених, сильних та успішних особистостей. Не важливо скільки років вашій дитині, адже ніколи не пізно змінити ситуацію. В книзі ви відшукаєте необхідні стратегії ефективного вирішення проблем егоїстичної поведінки. 

## Переклад українською
- Маккірді, Емі. Я!Я!Я! Як перевиховати егоїстичну дитину (або її батьків) / пер. Валерія Глінка. К.: Наш Формат, 2018. —  328 с. — ISBN 978-617-7682-04-1